# Cinna
Cinna (łac. Diœcesis Cinnæus) – stolica historycznej diecezji w Cesarstwie Rzymskim (prowincja Galacja), współcześnie w Turcji. Wzmianki o biskupach pochodzą z IV–IX wieku, pierwszym znanym biskupem był Grzegorz (IV w.). Od XVIII wieku katolickie biskupstwo tytularne, od 1968 wakujące.

## Biskupi tytularni
| Lp. | Biskup                            | Od                   | Do                   |
| --- | --------------------------------- | -------------------- | -------------------- |
| 1   | William Maire                     | 1 października 1767  | 25 lipca 1769        |
| 2   | Józef Kazimierz Kossakowski       | 13 marca 1775        | 17 września 1781     |
| 3   | Antonin Malinowski OP             | 23 września 1782     | po 30 czerwca 1816   |
| 4   | Pedro Alcántara Jiménez OPraem    | 19 października 1830 | 21 lutego 1843       |
| 5   | Józef Cybichowski                 | 12 lipca 1867        | 6 marca 1887         |
| 6   | Jules Bruguière CM                | 29 lipca 1891        | 19 października 1906 |
| 7   | Carlos de Jesús Mejía y Laguna CM | 2 września 1907      | 3 maja 1937          |
| 8   | Mateo Múgica y Urrestarazu        | 12 października 1937 | 27 października 1968 |